# هاري فراي
هاري فراي هو مجدف كندي، ولد في 13 سبتمبر 1905 في Dundas, Ontario ‏ في كندا، وتوفي بنفس المكان في 1985.

## وصلات خارجية
- هاري فراي على موقع الاتحاد الدولي للتجديف (الإنجليزية)
- هاري فراي على موقع اللجنة الأولمبية الدولية (الإنجليزية)
- هاري فراي على موقع أوليمبيديا (الإنجليزية)
- هاري فراي على موقع اللجنة الأولمبية الكندية (الإنجليزية)